# 西蒙尼·本蒂沃利奥
西蒙尼·本蒂沃利奥（義大利語：Simone Bentivoglio；1985年5月29日—）是一位意大利足球運動員。在場上的位置是中場。他現在效力於意大利足球甲級聯賽球隊切沃足球俱樂部。